# Quận San Patricio, Texas
Quận San Patricio (tiếng Anh: San Patricio County) là một quận trong tiểu bang Texas, Hoa Kỳ. Quận lỵ đóng ở thành phố Sinto6. Theo kết quả điều tra dân số năm 2000 của Cục điều tra dân số Hoa Kỳ, quận có dân số 61.138 người.

## Thông tin nhân khẩu
Theo điều tra dân số 2 năm 2000, quận đã có 67.138 người, 22.093 hộ gia đình, và 17.232 gia đình sống trong quận. Mật độ dân số là 97 người cho mỗi dặm vuông (37/km ²). Có 24.864 đơn vị nhà ở với mật độ trung bình là 36 cho mỗi dặm vuông (14/km ²). Cơ cấu dân tộc dân cư quận gồm 76,76% người da trắng, 2,81% da đen hay Mỹ gốc Phi, 0,70% người Mỹ bản xứ, 0,63% người châu Á, 0,11% người đảo Thái Bình Dương, 15,94% từ các chủng tộc khác, và 3,05% từ hai hoặc nhiều chủng tộc. 49,42% dân số là người Hispanic hay Latino thuộc chủng tộc nào.
Quận có 22.093 hộ, trong đó 41,60% có trẻ em dưới 18 tuổi sống chung với họ, 60,60% là các cặp vợ chồng sống với nhau, 12,70% có chủ hộ là nữ không có mặt chồng, và 22,00% là không lập gia đình. 18,70% của tất cả các hộ gia đình đã được tạo thành từ các cá nhân và 8,00% có người sống một mình 65 tuổi trở lên đã được người. Bình quân mỗi hộ là 2,97 và cỡ gia đình trung bình là 3,40.
Trong quận, độ tuổi dân cư quận với 31,10% ở độ tuổi dưới 18, 10,00% 18-24, 28,20% 25-44, 20,20% 45-64, và 10,50% người 65 tuổi trở lên. Tuổi trung bình là 32 năm. Cứ mỗi 100 nữ có 100,50 nam giới. Cứ mỗi 100 nữ 18 tuổi trở lên, đã có 98,30 nam giới.
Thu nhập trung bình cho một hộ gia đình trong quận đã được 34.836 đô la Mỹ, và thu nhập trung bình cho một gia đình là $ 40.002. Nam giới có thu nhập trung bình $ 31.132 so với 20.730 $ cho phái nữ. Thu nhập trên đầu cho các quận được $ 15.425. Giới 14,60% gia đình và 18,00% dân số sống dưới mức nghèo khổ, trong đó có 23,50% những người dưới 18 tuổi và 16,80% có độ tuổi từ 65 trở lên.

## Thành phố và thị trấn
| - Aransas Pass - Del Sol-Loma Linda - Doyle - Edgewater-Paisano - Edroy - Falman-County Acres | - Gregory - Ingleside - Ingleside on the Bay - Lake City - Lakeshore Gardens-Hidden Acres - Lakeside | - Mathis - Morgan Farm Area - Odem - Portland - Rancho Chico | - Sinton - St. Paul - Taft Southwest - Taft - Tradewinds |